# Vivo o muerto: el expediente García
Vivo o muerto: el expediente García es una película de suspenso político de 2024 dirigida por Jorge Prado Alvarado y protagonizada por Stephany Orúe, Sergio Galliani y Merly Morello, basada en la historia del suicidio del exmandatario peruano Alan García Pérez en el año 2019. Se estrenó en cines peruanos el 18 de abril de 2024.

## Sinopsis

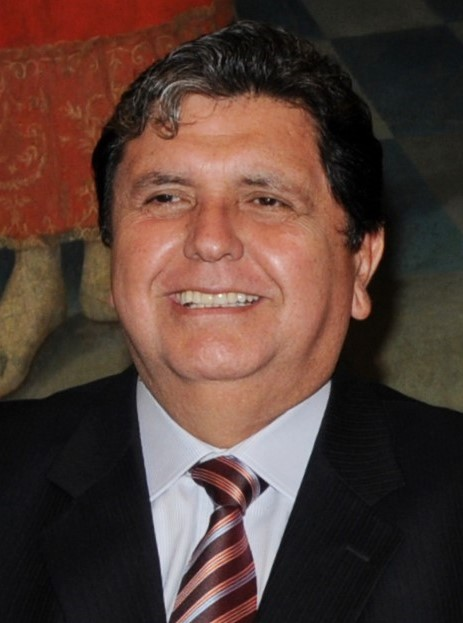
Alan García, expresidente cuya muerte inspiró el film.

En un torbellino de incertidumbre suscitado por el presunto suicidio del expresidente Alan García, la intrépida periodista Carmen Ríos emprende una frenética investigación destinada a desentrañar el enigma que envuelve el asunto, procurando responder al gran enigma que sigue resonando en la mente de toda la nación peruana: ¿Persiste Alan García entre los vivos o ha sido engullido por la oscuridad de la muerte?

## Reparto
La película es protagonizada por Stephany Orúe, Sergio Galliani y Merly Morello, y cuenta con la participación del primer actor peruano Luis Ángel Pinasco.

### Protagonistas
- Stephany Orúe como Carmen Ríos.
- Sergio Galliani como Marco.
- Merly Morello como Micaela.

### Secundarios
- Américo Zúñiga como Rodríguez.
- Luis Ángel Pinasco como Félix.
- Katerina D'Onofrio como Bárbara.
- Omar García como Olivas.
- Tatiana Astengo como Cristina.
- Guillermo Castañeda como Fabio.
- Gabriela Velásquez como Soledad.
- Flor Castillo como Eva.
- Claret Quea como Super Azul.
- Cathy Sáenz como Charo.
- Alberick Garcia como Rondón.
- Hugo Salazar como Fiscal Rengifo.
- Rodrigo Palacios como Rafael.
- Víctor Prada como abogado.
- Alexandra Garcés como Abigail.
- Alejandra Guerra como Inés.
- Mateo Garrido Lecca como entrevistado de reportaje.
- Ubaldo Huamán como taxista.
- Natali Zegarra como reportera.

## Recepción

### Taquilla
En el día de su estreno, la película fue la más vista de la fecha en la taquilla nacional con 40 mil asistentes.

### Respuesta de la crítica cinematográfica
Vivo o muerto: el expediente García fue generalmente bien recibida por la crítica local. Paolo Valdivia para El Comercio escribió: «es una obra que no solo entretiene, sino que también desafía y estimula el pensamiento crítico del espectador» Escribiendo para Peru21, Yesenia Álvarez opina que la película genera una discusión «sobre las narrativas de especulación y de desinformación que no tienen sustento», pero «resultan poderosamente atractivas, fáciles de contar y de entender». Nilton Arana Torres de Cinencuentro recalca que la película «es capaz de mantener sus narrativas recicladas gracias a su valor subtextual», y considera que no se presenta como propagandista.